# Corinne Heline
Corinne Heline (1882-1975) fue una autora norteamericana de la Fraternidad Rosacruz de Max Heindel. 
En Mount Ecclesia (Oceanside, California), el propio Max Heindel la recibió como estudiante de su escuela. Allí conoció a Theodore Heline que posteriormente se convertiría en su esposo, con quien emprendió la edición de varios textos sobre misticismo rosacruz.
Su obra monumental New Age Bible Interpretation interpreta las sagradas escrituras desde una óptica cristiano-rosacruz.
Posteriormente, Heline fundó la New Age Bible and Philosophy Center en Santa Mónica (California) dedicada “a los estudios que ayudan al buscador moderno desde la óptica de la Sabiduría Antigua”